# Marat Kasej
Marat Iwanawitsch Kasej (belarussisch Марат Іванавіч Казей, russisch Марат Иванович Казей/Marat Iwanowitsch Kasei; * 29. Oktober 1929 in Stankawa bei Minsk; † 11. Mai 1944 in Charomizkija bei Minsk) war ein sowjetischer Partisan und Kindersoldat aus Belarus.

## Leben
Kasej wuchs mit seiner Familie im belarussischen Stankawa auf. Als die deutsche Besatzungsmacht in Belarus einfiel, formierten sich auch in Stankawa Partisanengruppen. Kasejs Mutter wurde daraufhin von deutschen Soldaten wegen Kontakten zu Partisanen festgenommen und in der nahen Hauptstadt Minsk erhängt. In der Folge stieß Kasej mit seiner Schwester zu einer Partisanengruppe im Stankawer Wald, um sich gemäß offiziellen Angaben an den Besatzern rächen zu wollen. Er wurde als Aufklärer eingesetzt und konnte durch Eindringen bei feindlichen Truppen wertvolle Informationen liefern, welche zur erfolgreichen Vertreibung der deutschen Truppen in Dserschinsk beitrugen.
Kasej nahm an verschiedenen Kämpfen teil und war auch an der Verminung der von den deutschen Besatzern benutzten Eisenbahnlinien beteiligt, fiel jedoch bei einer Schlacht in der Nähe von Charomizkija (russisch Choromizkije; im heutigen Rajon Usda der Minskaja Woblasz); gemäß der offiziellen Version soll er feindliche Soldaten auf sich zukommen gelassen haben, bevor er seine letzte verbliebene Granate zündete und sie mit sich in den Tod riss.
Er wurde 1965 postum als Held der Sowjetunion ausgezeichnet und war insgesamt die zweitjüngste Person, die diesen Titel je erhielt. Auch seine Schwester, Ariadna Kasej (1928–2008), wurde ausgezeichnet. Wie auch andere gefallene sowjetische Kindersoldaten aus dem Zweiten Weltkrieg wurde Kasej von der Sowjetunion zu propagandistischen Zwecken in der Erziehung benutzt.
Im Stadtzentrum von Minsk wurde Kasej zu Ehren ein Monument errichtet.